# Naomi Grossman
Naomi Grossman (Colorado, 6 de febrero de 1975) es una actriz estadounidense conocida por interpretar a Pepper en la serie de televisión American Horror Story.

## Biografía
Grossman nació en Denver, Colorado. En sus primeros años de vida, actuó en espectáculos de teatro comunitario. Recibió mucha atención en Ponderosa High School, en Parker (Colorado), en su programa de teatro. Después de asistir a la escuela secundaria, fue una estudiante de intercambio juvenil de Rotary en Argentina, asistió y se graduó de Northwestern University con una especialización en teatro, como la única universidad que solicitó. Fue miembro de la compañía de comedia de improvisación y sketch The Groundlings en Los Ángeles, California, y finalmente quería actuar en Saturday Night Live. Cuando el grupo cortó lazos con ella, empezó a dar clases de lengua española y a separarse de su carrera como actriz. Grossman escribe y produce y ha citado a Lily Tomlin, Tracey Ullman, Gilda Radner y Carol Burnett como inspiraciones.

## Trayectoria
Grossman comenzó su carrera en 1990 con papeles menores en series de televisión, junto con apariciones en anuncios y teatro. Grossman también ha participado en muchos cortometrajes.
Sin saber para qué papel se presentaba, Grossman envió una audición para American Horror Story: Asylum a mediados de 2012 y fue elegida poco después para interpretar a Pepper, una mujer con microcefalia; la temporada se estrenó ese mismo año, el 17 de octubre. Para prepararse para el papel, se afeitó la cabeza calva.  En 2014, se reveló que Grossman regresaría a la serie en su cuarta temporada, American Horror Story: Freak Show, retomando su papel de Pepper de la segunda temporada, convirtiéndose en la primera en interpretar el mismo papel en dos temporadas diferentes de la serie. Habló de su casting en la cuarta temporada diciendo que retomar su papel era "la última cosa en su mente", ya que eso nunca se había hecho antes. En el año 2018 ella volvió a American Horror Story para su octava temporada titulada Apocalypse. En 2021, se confirmó su participación en la serie derivada también antológica de la franquicia de AHS, bajo el título de: American Horror Stories. En agosto de 2024 representó en el Festival Fringe de Edimburgo su monólogo centrado en sus relaciones fracasadas, «American Whore Story».